# Леополд Фугер фон Бабенхаузен
Леополд Карл Франц Сераф Мария Анселм Фугер фон Бабенхаузен (на немски: Leopold Carl Franz Seraph Maria Anselm 3.Fürst Fugger von Babenhausen; * 4 октомври 1827 в дворец Бабенхаузен; † 10 април 1885 в Аугсбург) е от 1836 г. 3. имперски княз на Фугер-Бабенхаузен в Долен Алгой, Бавария. Той е от 1836 г. шеф на род Фугер-Бабенхаузен, също племенен господар и наследствен имперски съветник в камерата на имперските съветници (1848 – 1885) и крон-оберст-маршал (1866 – 1885) в Кралство Бавария.
Той е големият син на 2. княз Антон Фугер фон Бабенхаузен (1800 – 1836) и съпругата му принцеса Франциска Ксаверия Валбурга Хенриета Каролина Констанца фон Хоенлое-Бартенщайн-Ягстберг (1807 – 1873, Аугсбург), дъщеря на княз Карл фон Хоенлое-Ягстберг (1766 – 1838) и херцогиня Хенриета Шарлота фон Вюртемберг (1767 – 1817), дъщеря на херцог Лудвиг Евгений фон Вюртемберг. Брат е на 4. княз Карл Лудвиг (1829 – 1906) и Фридрих граф Фугер фон Бабенхаузен (1836 – 1907).
Леополд Фугер фон Бабенхаузен наследява баща си като княз през 1836 г. Собственик е на имения в Швабия и Австрия. Той живее в Аугсбург, украсява палата Фугер в Аугсбург с фрески, които показват историята на род Фугер.
Леополд Фугер фон Бабенхаузен умира бездетен на 57 години на 10 април 1885 г. в Аугсбург. Наследен е от по-малкия му брат Карл Лудвиг (1829 – 1906).

## Фамилия
Леополд Фугер фон Бабенхаузен се жени 10 януари 1857 г. в Залцбург за графиня Анна фон Гатербург (* 30 януари 1838, Залцбург; † 14 юли 1903, Калксбург), дъщеря на императорския кемерер фрайхер/граф Фердинанд Август Малколм фон Гатербург (1803 – 1882) и графиня Мария Подстатцки-Лихтенщайн, фрайин фон Прусиновитц (1803 – 1864). Бракът е бездетен.